# تشيستر بومان
تشيستر بومان (بالإنجليزية: Chester Bowman)‏ هو منافس ألعاب قوى أمريكي، ولد في 22 نوفمبر 1901 في ويست لونغ برانش في الولايات المتحدة، وتوفي في 31 مايو 1936.

## وصلات خارجية
- تشيستر بومان على موقع أوليمبيديا (الإنجليزية)